# Tentativas de assassinato de Benito Mussolini

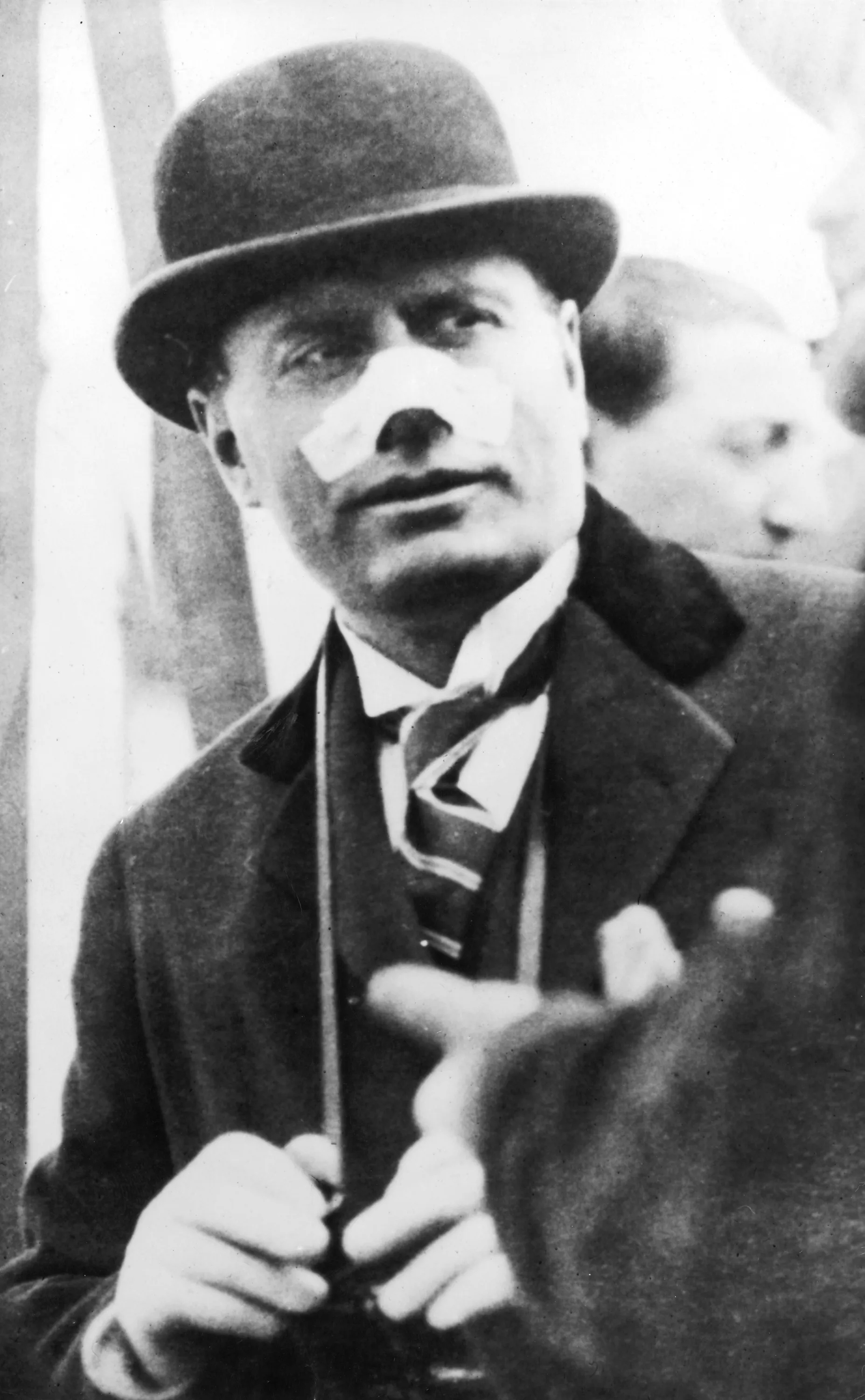
Benito Mussolini, em 1926, quando sofreu uma tentativa de assassinato em Roma com um revólver calibre .32.

O líder fascista italiano Benito Mussolini sobreviveu a várias tentativas de assassinato enquanto era chefe de governo da Itália nas décadas de 1920 e 1930.

## Tito Zaniboni
O ex-deputado socialista Tito Zaniboni foi preso por tentar assassinar Mussolini em 4 de novembro de 1925. Em um hotel com vista para o Palazzo Chigi, onde Mussolini planejava fazer um discurso na varanda, Zaniboni montou um rifle com mira telescópica. No entanto, pouco antes de seu alvo aparecer, Zaniboni foi preso. Um amigo e agente duplo havia informado a polícia. Historiadores acreditam que o próprio governo de Mussolini tenha engenhado o complô como pretexto para consolidar o poder, o que de fato ocorreu posteriormente. As leis de Mussolini promulgadas no final de 1925 permitiram a supressão de qualquer organização política de oposição.
O oficial do exército italiano Luigi Capello foi preso em conexão com o complô de Zaniboni e recebeu uma sentença de 30 anos de prisão. O autor e organizador trabalhista Carlo Tresca escreveu uma peça e sátira política no final de 1925 baseada na tentativa, L'Attentato a Mussolini ovvero il segreto di Pulcinella (A Tentativa de Assassinato de Mussolini ou o Segredo de Pulcinella).
Zaniboni recebeu uma sentença de 30 anos de prisão, mas foi libertado em 1943 depois que o rei demitiu Mussolini como primeiro-ministro e mais tarde foi nomeado para cargos governamentais.

## Violet Gibson
No ano seguinte, em 7 de abril de 1926, Violet Gibson atirou com um revólver em Mussolini, ferindo seu nariz de raspão. Ele foi enfaixado e continuou a dar o discurso programado.
Gibson, filha do Lord Chancellor irlandês, quase foi linchada, depois presa e passou o restante de sua vida em um asilo.

## Gino Lucetti
Mais tarde em 1926, em 11 de setembro, o trabalhador anarquista de mármore Gino Lucetti lançou uma bomba na limusine de Mussolini em Porta Pia, Roma, que feriu outras quatro pessoas.

## Anteo Zamboni
No mês seguinte, em 31 de outubro de 1926, um tiro disparado contra Mussolini, que viajava em um carro aberto por Bolonha, levou ao linchamento de um garoto de 15 anos. O especialista em terrorismo J. Bowyer Bell escreveu que o menino provavelmente era inocente e que o caso era possivelmente uma armação ou um complô entre fascistas. A tentativa resultou na criação da polícia secreta de Mussolini, a OVRA.
A tentativa foi adaptada em dois filmes: o filme de 1977 Gli ultimi tre giorni (Os Últimos Três Dias) e o filme ficcionalizado de 1973 Love and Anarchy. Uma rua em Bolonha leva o nome de Zamboni.

## Conspirações da década de 1930
À medida que o fascismo italiano se tornou uma instituição estável, o assassinato potencial de Mussolini tornou-se mais difícil de ser tentado e oferecia menos impacto potencial para desestabilizar seu regime. Em maio de 1931, o anarquista americano Michele Schirru foi preso e executado na Itália por tramar a morte de Mussolini. No mês seguinte, Angelo Sbardellotto foi preso e executado por uma conspiração semelhante.

## Galeria de possíveis assassinos

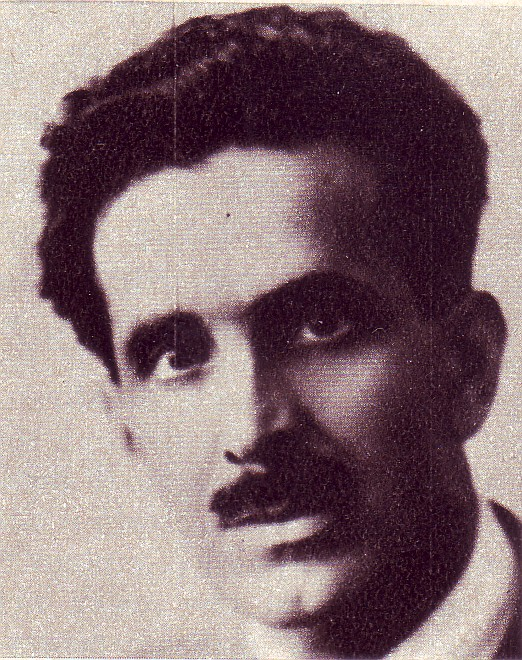
Tito Zaniboni
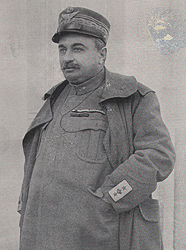
Luigi Capello
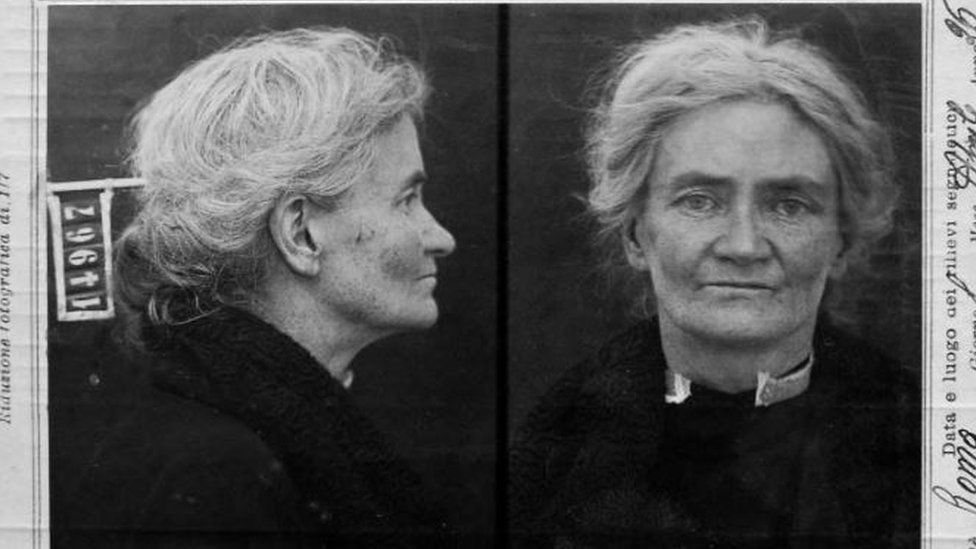
Violet Gibson
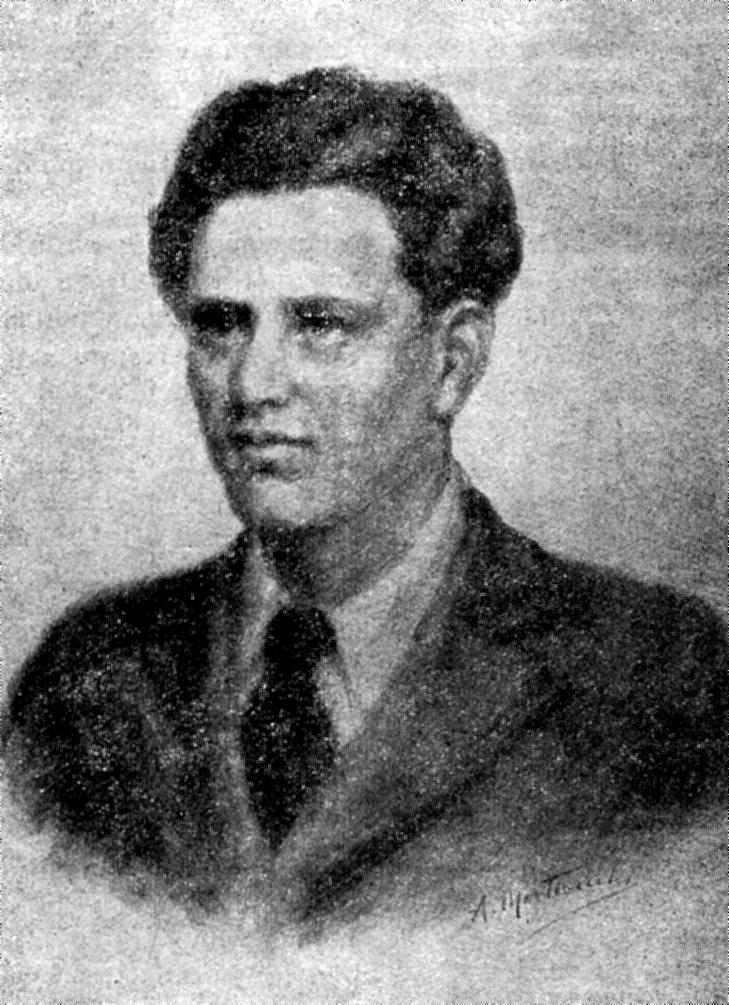
Gino Lucetti
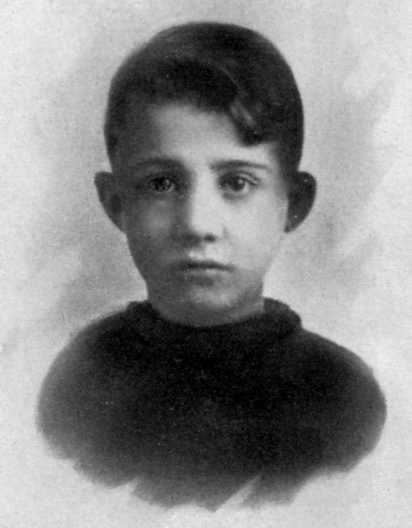
Anteo Zamboni
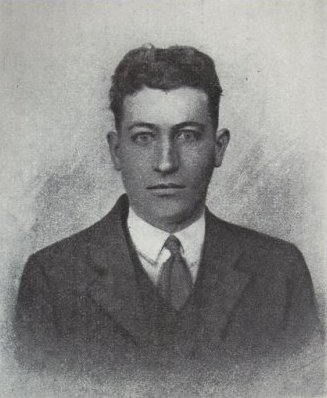
Michele Schirru

## Leituras adicionais
- Corsentino, Michele (1990). Michele Schirru e l'attentato anarchico (em italiano). Catania: Edizioni anarchismo. OCLC 879927860